# Refuge des Bésines
Le refuge des Bésines est un refuge gardé situé sur la commune de Mérens-les-Vals, à 2 104 mètres d'altitude.

## Histoire
Il est inauguré le 16 juin 1996, géré par le Club alpin des montagnards ariégeois (FFCAM).

## Caractéristiques et informations
Sur le GR 10 et la Haute randonnée pyrénéenne, le refuge est généralement gardé de début juin à fin septembre. En hiver, une capacité d’accueil de 16 personnes est disponible.

## Accès

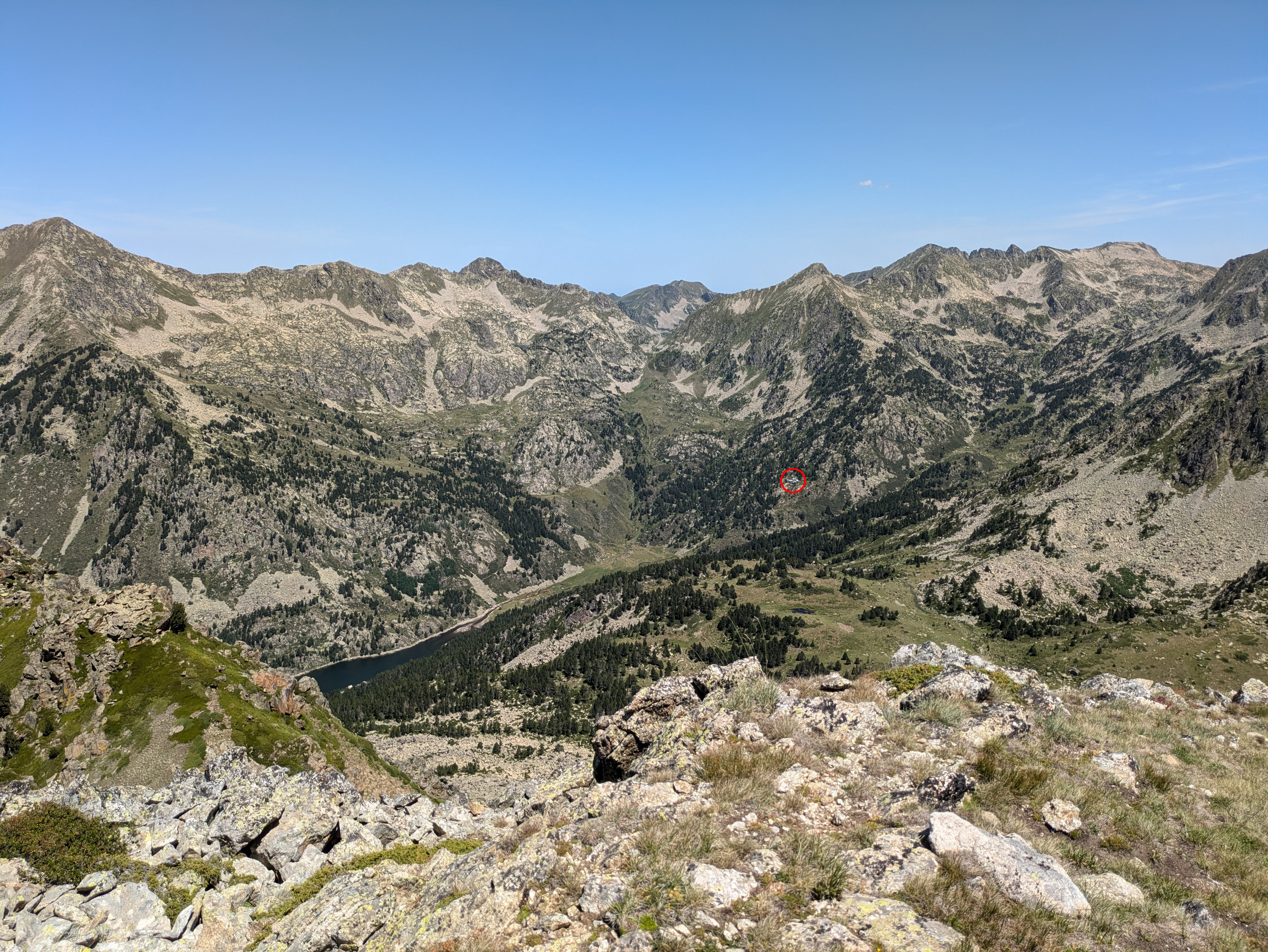
Emplacement du refuge (en cercle rouge, au-dessus de la vallée des Bésines). Le GR 10 descend de la porteille des Bésines, au-dessus et légèrement à gauche du refuge. Il remonte ensuite la vallée à droite du refuge, en direction du coll de Coma d'Anyell. Pic d'Auriol en haut, à gauche.

Depuis le village de Mérens-les-Vals, la RD 322 emprunte la vallée du Nabre jusqu'au hameau des Esqueroles où un pont traverse la rivière. Il ne reste dès lors que le GR 10 pour se rendre au refuge situé près de l'étang des Bésines.
Depuis le village de Porté-Puymorens (Pyrénées-Orientales), le GR 7 rejoint l'étang de Lanoux où il croise le GR 10. Également, une route vers l'est permet de remonter le riu de Querol jusqu'au parking peu avant l'étang del Passet ; une courte liaison rejoint le GR 7.

## Ascensions
- Pic d'Auriol (2 695 m) [4]
- Pic des Bésineilles (2 632 m) [5]